# Antichloris viridisaturata
Antichloris viridisaturata är en fjärilsart som beskrevs av Rothschild 1912. Antichloris viridisaturata ingår i släktet Antichloris och familjen björnspinnare. Inga underarter finns listade i Catalogue of Life.